# Kamno, Tolmin
Kamno este o localitate din comuna Tolmin, Slovenia, cu o populație de 248 de locuitori.